# Rubén Goldín
Rubén Goldín (Rosario, Argentina, 26 de enero de 1955) es un músico argentino, uno de los más emblemáticos del género de la trova rosarina.[cita requerida] Formó parte de la banda de Juan Carlos Baglietto al llegar a Buenos Aires para grabar el disco Tiempos difíciles. Luego comenzó su carrera solista.

## Biografía
Nacido en Rosario, Rubén Goldín es guitarrista, compositor y cantante. Comenzó su carrera en 1971 tocando con su primer grupo en serio, Pablo el enterrador y luego tuvo un breve paso por la banda de Raúl Porchetto y formó El Banquete junto a Fito Páez. En 1981 pasó a formar parte de la banda de Juan Carlos Baglietto en su etapa dorada de Tiempos difíciles, donde componía y tocaba la guitarra y realizaba los arreglos junto a Páez. 
En 1983 tocó con la banda Moro-Satragni, de Oscar Moro y Beto Satragni.
En el año 1984 participa como músico invitado (vocal) en el primer álbum de Fito Páez, Del 63, en las canciones «Viejo mundo» y «Un Rosarino en Budapest».
Luego inicia su carrera solista y en 1985, edita su primer trabajo Destiempo. En ese disco estaba el tema «Hagamos algo», que más tarde grabaría Fabiana Cantilo producido por Charly García con Leon Gieco invitado.
Durante 1988 graba Profano producido artísticamente por Fabián Gallardo; en este disco está "Sueño de Valeriana" 
En 1990 edita Piedras preciosas en donde se destaca el tema «El ogro y la bruja». Luego graba Brilla el sol (1992). 
En 1997 forma el grupo de música urbana Rosarinos, con Lalo de los Santos, Adrián Abonizio y Jorge Fandermole.
En 2013 edita Nadar, su quinto disco de estudio.
En 2017 Grabó "Girasoles" que fue nominado al premio Gardel 
Goldín se ha dedicado también a la música publicitaria y ha realizado y cantado gran cantidad de jingles publicitarios, en la década de 1980, como la conocida «Tubby 3 y 4» ("yo soy un tubby") o «Bon o bon».
En el año 1994 viajó a Boston coincidiendo con el mundial de fútbol y dirigió la producción de un grupo de EE. UU. "Gonzalo y la Tele". Actuó en Meddle East Caffé, Palladium, Ratt Skeller, etc, junto a Los Ratones Paranoicos. En Boston tomó clases con Mark Baxter, entrenador de Steven Tyler, líder de Aerosmith.
En el año 1995 viajó a Colombia para actuar y grabar junto a Nito Mestre en un disco para ese país.
En 1997 participa en la grabación de Rosarinos junto a Abonizio, De Los Santos y Fandermole, que sería disco de oro.
En 1997 fue invitado a grabar un disco en vivo, en la embajada de Argentina en Asunción de Paraguay con músicos de la Orquesta Sinfónica de ese país.

## Actividades
Grabó y actuó con León Gieco, Fabián Gallardo, Juan Carlos Baglietto, Silvina Garré, Jorge Fandermole, Tania Libertad (México), Santiago Feliú (Cuba), Patricia Sosa, Los Enanitos Verdes, Pappo, Claudio Gabis, Liliana Herrero, Nito Mestre, Litto Nebbia, Lito Vitale, Sandra Mihanovich, Alejandro Lerner, Pedro Aznar, Fabiana Cantilo, Charly García, etc.
Desde 1998 hasta 2001 se desempeñó en el cargo de Director de Cultura y Educación del Partido de Esteban Echeverría, realizando numerosos eventos artísticos y generando importantes proyectos que aún hoy se continúan.. Ha dado cursos de songwriting y canto popular en todo el país. Da clases grupales e individuales de canto, guitarra y composición desde el año 1987.
Cine:
- Música original para la película “La mayoría silenciada“ de Zuhair Jury.
- Autor e Intérprete de temas en “Buenos Aires me mata“ de Beda Docampo Feijó.
- Intérprete de temas en “El cumple“ de Gustavo Postiglione.
- Participó de “La suerte en tus manos” de Daniel Burman en 2012.

Radio:
- Intérprete de Institucional de Radio Mitre.
- Autor Intérprete de Institucionales de FM Vida - 97,9 Rosario
- Autor Intérprete de Institucionales temas de Estación del Siglo
- Autor Intérprete de Institucionales de Radiofónica - 100.5 Rosario

Entre otros.
TV:
Creó e interpretó numerosas cortinas para TV, entre ellas:
- “De amor y de trampa“ - Canal 7
- “Memoria“ - Canal 9
- “Todos ponen“ - Canal 7
- “Vida y vuelta“ - Canal 7
- “Recursos Humanos“ - Canal 13

## Discografía Solista
Álbumes
- 1985: "Destiempo" - CDA
- 1988: "Profano" - WEA S.R.L.
- 1990: "Piedras preciosas" - WEA S.R.L.
- 1992: "Brilla el sol" - WEA S.R.L.
- 1997: "Rosarinos"Barca Records
- 2013: "Nadar" - ACQUA RECORDS
- 2017: "Girasoles" - Kamikaze Records
- 2019: "La Trova Rosarina en Vivo"

## Simples/Sencillos
- 1988: "Sueño de Valeriana (Simple) - WEA DISCOS S.R.L.
- 1990: "El mismo amor / Chica invisible" (Simple) - WARNER MUSIC ARGENTINA S.A.

## Filmografía
- La mayoría silenciada  (1986)